# Third Action!
『Third Action!』（サード・アクション）は、日本の女性アイドルユニット・STAR☆ANISの4枚目のCDシングルである。テレビ東京系列他にて2012年10月より放送されたテレビアニメ『アイカツ！』挿入歌集の第3弾として、2013年2月27日にランティスより発売された。収録曲は「真夜中のスカイハイ」・「Thrilling Dream」・「硝子ドール」の3作品である。
作品『アイカツ！』ではジャンルに縛られない楽曲制作が行われ、音楽制作集団のMONACAのメンバーが手掛けた本作の3つのトラックについても多様な音楽ジャンルに根ざしていることが批評家らによって指摘されている。

## 背景

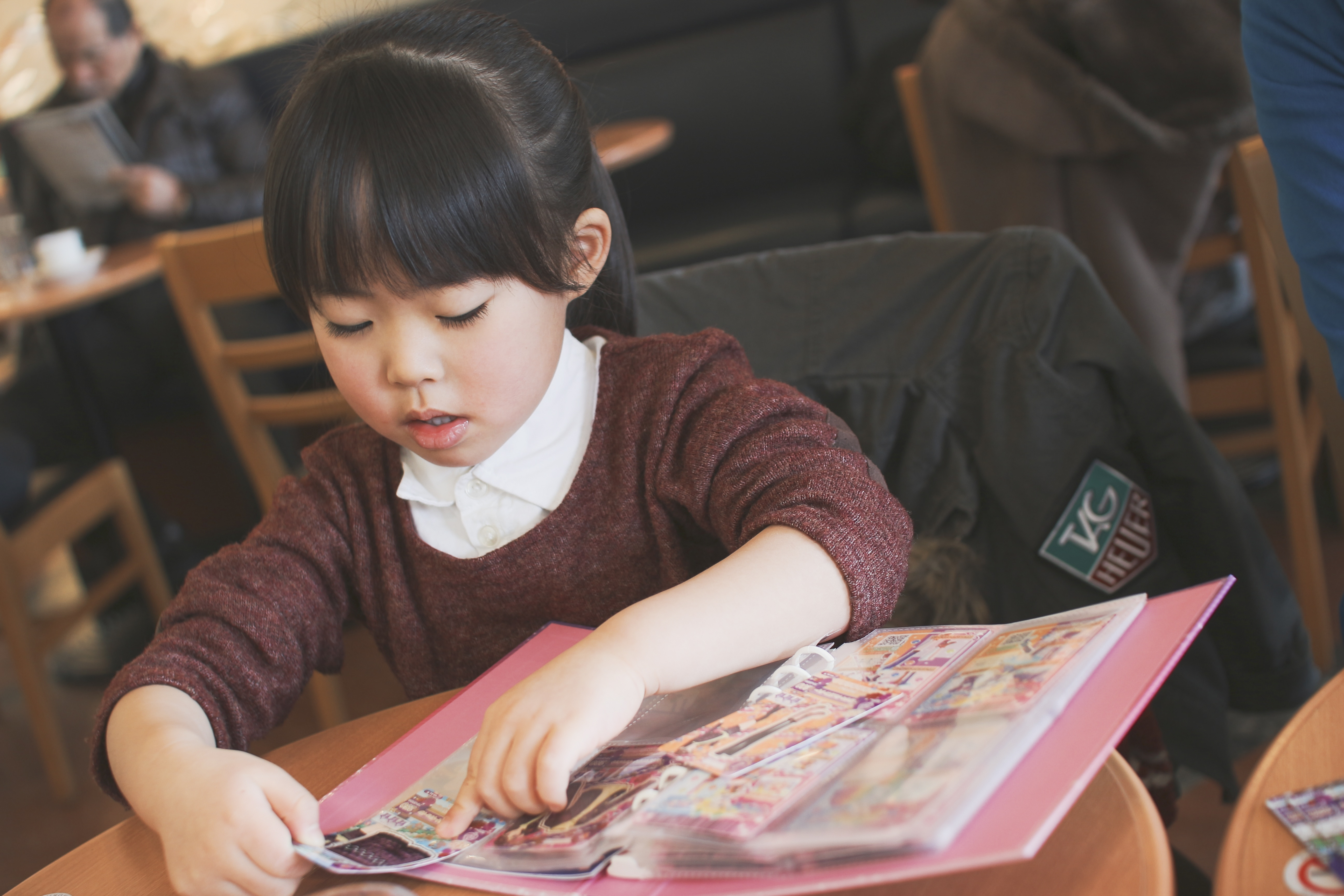
データカードダス『アイカツ！』のトレーディングカードを並べる女の子

『アイカツ！』は2012年10月からテレビ東京系列などで放送されたテレビアニメと、トレーディングカードを排出するリズムゲームを連動させたメディアミックスプロジェクトを指す。『アイカツ！』では女の子キャラクター達がアイドル活動を行う様子が描かれており、2013年3月の時点で同プロジェクトの売上高は約18億円を記録するなど、日本の女子小学生の間で人気を博した。『アイカツ！』は小学1年生から3年生の女児を対象として企画・制作された作品であるが、アニメ『アイカツ！』のスーパーバイザー・水島精二によれば、音楽制作では「アイドルの持つ多様性」をテーマに特定の音楽ジャンルにとらわれない、女児向け作品であることに固執しないことを狙った曲作りが行われた。『アイカツ！』プロジェクトでは2012年11月にアニメの初代オープニング・エンディングテーマを収録したシングル『Signalize!/カレンダーガール』を発売させ、続いて挿入歌として用いられた楽曲を収録したシングルを「オーディションシングル」として3ヶ月連続で発表した。本作は『First Live!』・『Second Show!』に続く3枚目の挿入歌集である。

## 制作
『アイカツ！』の作中の音楽の多くはMONACAが手掛けているが、MONACAの帆足圭吾と石濱翔が『アイカツ！』のために初めて制作した楽曲がそれぞれ「硝子ドール」と「Thrilling Dream」に当たる。楽曲「硝子ドール」はスーパーバイザーの水島が帆足に北欧のメタルバンドを参考とした重々しい雰囲気の楽曲に、といったディレクションを投げかけて制作された。帆足自身は子供を怯えさせるような内容とすることに抵抗があったが、水島からはメタルに振り切った内容で構わないと指摘され、試行錯誤しながら制作を行ったと2018年7月のイベント「サンライズフェスティバル2018」で話しており、本曲はアニメの放映が始まってすぐに制作されたという。MONACAの石濱翔による楽曲「Thrilling Dream」は『アイカツ！』の挿入歌「fashion check!」と同時並行で制作された。『アイカツ！』のディスコグラフィの中で、帆足と石濱による楽曲が収録された音楽作品は本作『Third Action!』が初めてである。
シングル『Third Action!』に収録された日本語版の楽曲はそれぞれ、「真夜中のスカイハイ」をりすこがソロで、「Thrilling Dream」をすなお・りすこが、「硝子ドール」をもえ・すなおが歌唱している。インドネシア語版のアニメ主題歌はJKT48がヴォーカルを担当した。シングルのアートワークは『アイカツ！』のキャラクターデザインを担当したやぐちひろこが手掛けており、作中に登場するキャラクターの神崎美月、藤堂ユリカ、紫吹蘭のイラストが描かれている。蘭には作中に登場しない猫耳を着けさせるなど、楽曲「硝子ドール」を意識しストーリー性を持たせるように制作された。

## 音楽性
楽曲「真夜中のスカイハイ」について、アニメ音楽専門雑誌『リスアニ！』副編集長の澄川龍一は、管楽器の主張が強いサウンドで構成され、ハウスとディスコ要素を交えた「ダンス歌謡」と形容し、ベースの存在についても特筆した。一方、音楽雑誌『CDJournal』のレビュアー・多日丘龍太郎はファンク調と指摘している。次曲の「Thrilling Dream」は歌唱を担当したSTAR☆ANISのメンバー・りすこによる楽曲コメントを含め、澄川・多日丘によるレビュー文・雑誌『アニメディア』2014年5月号に掲載されたシングル評の全てにおいてジャズと位置づけられているが、その中でもピアノ、ギター、ドラムといった楽器を多用するビッグバンド風のサウンドと指摘する者もいる。最終曲「硝子ドール」は約1分50秒と長い間奏を含んだ作品で、前述のようにメタルを意識して制作された。『リスアニ！』の澄川は「北欧ゴシック・メタル的」と表現したが、曲冒頭はシンフォニックメタルで進行し、途中からギターの音色が繰り返し流れると指摘している。なお、『CDJournal』の多日丘によるレビューではハードロックとして紹介され、ヤマハミュージックメディアによれば「ロックテイスト」な作品で楽曲のテンポを示すBPMは160とされている。

## リリース
CDシングルの『Third Action!』はランティスから2013年2月27日に「ドラマオーディションシングル」として発売され、収録されたトラックはiTunesをはじめとする音楽販売もしくはサブスクリプションサービスにおいて2018年7月11日に配信開始された。2014年4月9日にリリースされたベスト・アルバム『Calendar Girls』にも『Third Action!』の3トラックが収められたが、「硝子ドール」はもえによるソロ・バージョンとして収録された。2017年6月28日発売の『TVアニメ/データカードダス『アイカツ！』COMPLETE CD-BOX』でも3楽曲の様々なバージョンがリリースされている。そのほか、楽曲「硝子ドール」は音楽家のTeddyLoidによってリミックスされたバージョンがアルバム『AIKATSU! ANION “NOT ODAYAKA” Remix』に収録され、2018年3月23日に発売された。

## チャート成績と反響
シングル『Third Action!』は2013年2月27日にフィジカル・リリースされた後、オリコンの調査ではシングルチャート2013年3月第2週付のランキングで60位にランクインした。その後は136位、177位と計3週間にわたって連続でチャートインを果たした。オリコンによれば、初動の売上は約1,340枚で、累積では約2,030枚の売上を記録している。Billboard JAPANのチャート・Top Singles Salesでは、2013年3月第2週付のチャートランキングで56位を獲得した。

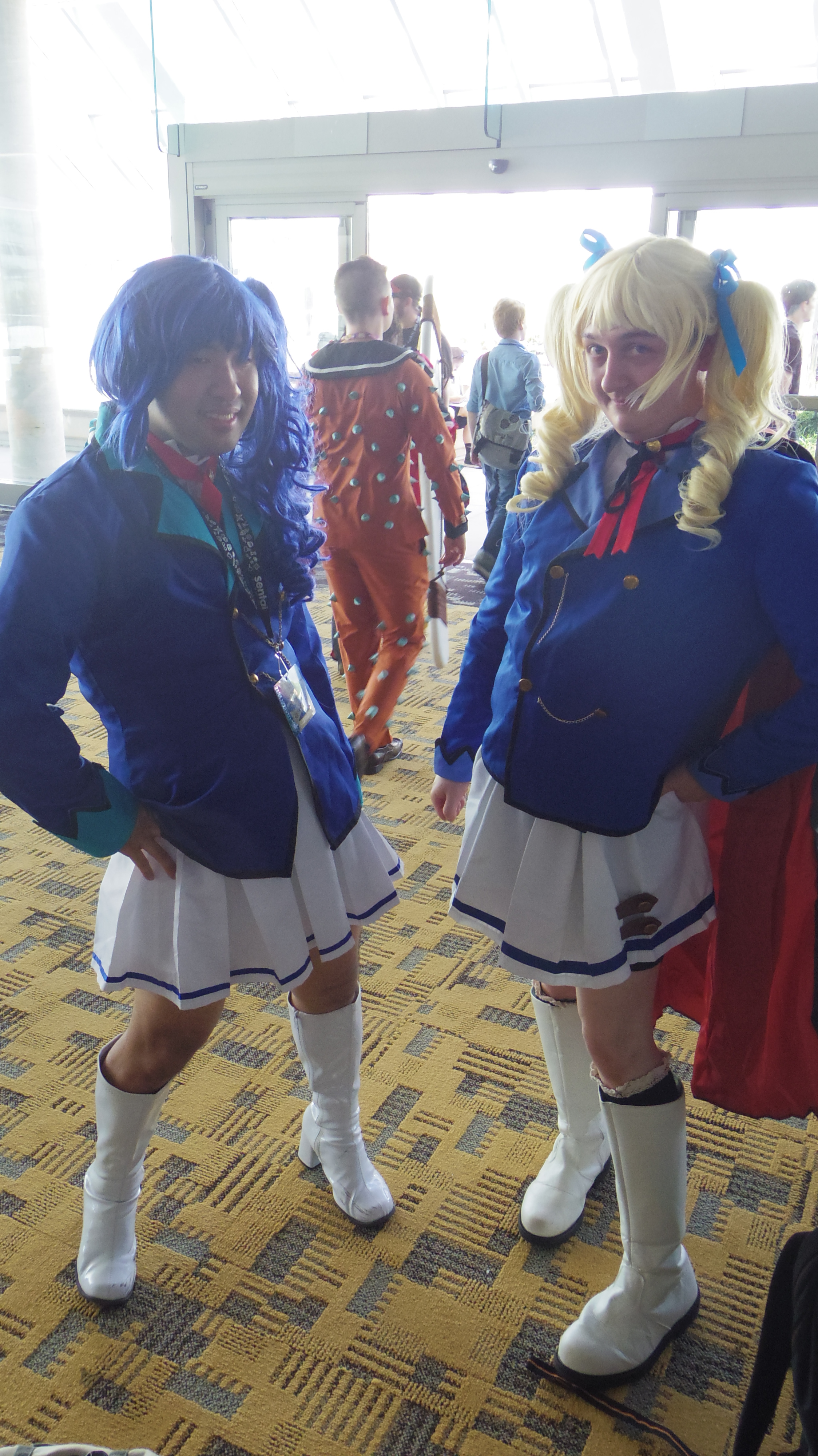
『アイカツ！』の登場キャラクター・藤堂ユリカのコスプレ（右）

また、2015年にはニンテンドー3DS用ソフト『アイカツ! My No.1 Stage!』の発売前にユーザーによる『アイカツ！』楽曲の人気投票企画が行われ、上位4曲のなかに「硝子ドール」がランクインした。『アイカツ！』のアニメ監督・木村隆一は、「硝子ドール」は『アイカツ！』に登場するキャラクター・藤堂ユリカが視聴者に受けた一因となった楽曲ではないか、とイベントで発言しており、ゲーム開発を行う会社DICOが運営するニュースサイト「STARTT」でライターを務める小林白菜は、ユリカの代表曲とした上でキーボードとギターの掛け合いが1分以上続くパートを注目点として挙げた。『アニメディア』もレビュー文の中で、ユリカの持つロックでクールなキャラクター性が楽曲に強く反映されていると指摘している。さらに、作品『アイカツ！』とキャラクターのユリカに影響を受けた声優の社本悠は、アニメ系のクラブ・イベントでDJを担当した際に冒頭曲として「硝子ドール」を選択したとインタビューで話している。
シングル全体を通しては様々なジャンルの楽曲が含まれるといった批評家からの指摘がある。『CDJournal』の多日丘はこれらを「色合いの異なる楽曲」と表現し、『リスアニ！』の澄川は本作で「MONACAによる『アイカツ！』サウンドの多様性が花開いた印象だ」と述べた。一方、『CDJournal』のガイドコメントでは「愛らしさいっぱいのアイドル・ソング」として紹介されている。
澄川はとりわけ「真夜中のスカイハイ」についてサウンドに妖しさがあると指摘しており、雰囲気が大人びていると言及した。「Thrilling Dream」は前述のビッグバンド・サウンドに「妖しくちょっと切ない」ヴォーカルを乗せることで優れた作品になったと称賛している。そのほか、KADOKAWAが運営するウェブサイト「ダ・ヴィンチニュース」アニメ部のライター・ひろきらは、アニメ『アイカツ！』に関するレビュー記事の中で本シングルを「名曲揃い」として取り上げている。

## イベント・パフォーマンス

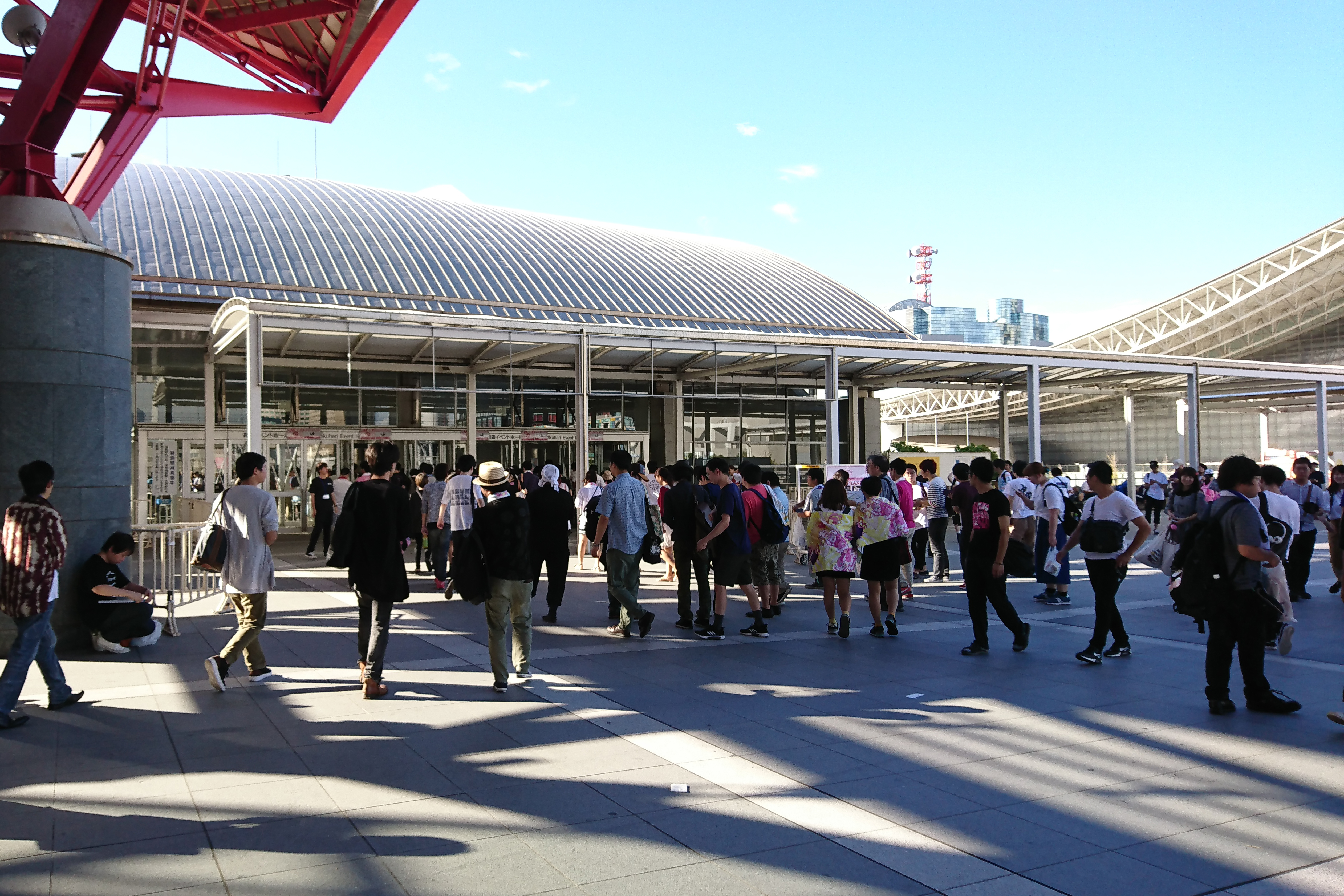
ライブ・イベント「アイカツ！シリーズ 5thフェスティバル!!」の会場となった幕張イベントホール。写真は同イベント開催2日目の2018年9月9日にホール入口付近にて撮影

『アイカツ！』関連の音楽イベントでは『Third Action!』収録曲のライブ・パフォーマンスが実施されている。「アイカツ！スペシャルLIVE TOUR 2015 SHINING STAR*」では3曲全て歌唱されており、そのほか「硝子ドール」は2018年の「アイカツ！ミュージックフェスタ in アイカツ武道館！」1日目や「アイカツ！シリーズ 5thフェスティバル!!」でも歌唱された。特に後者のイベントでは、2日間開催の両日ともに声優の沼倉愛美（藤堂ユリカの声を担当）が楽曲をカバーしている。それ以外では、2016年4月30日に大宮ソニックシティ大ホールにて開催されたイベント「MONACAフェス2016」において『アイカツ！』の楽曲を担当するSTAR☆ANISらが登壇し、メンバーのれみが単独で「硝子ドール」のパフォーマンスを行った。
そのほか、2017年2月の「アイカツ！LIVE★イリュージョン〜3大チーム！ドリームマッチ♪〜アンコール Party！2017」ではキャラクターの3DCGホログラフィックがステージに投影されライブ・ステージを披露するイベントがDMM VR THEATERで行われた。株式会社カヤック所属のエンジニアであり、様々な作品とタイアップしたVRコンテンツを手掛けるVR部代表の原真人がこのイベントに参加した際のインタビューで、公演の中で「硝子ドール」のパフォーマンスが最も秀逸であったと言及している。原は「硝子ドール」の世界観が再現された「荘厳な雰囲気」のステージ演出をその選出理由として挙げ、楽曲終盤と複数のスクリーンからなる演出手法との間で調和が取れていたと評した。2019年2月10日に昭和女子大学人見記念講堂で実施されたイベント「Music 4Gamer #4『アイカツ！シリーズ』オーケストラコンサート『オケカツ！』」では穴沢弘慶によってオーケストラ・アレンジがなされた「硝子ドール」が披露され、東京交響楽団により楽曲のイントロ部分がストリングスと管楽器で表現された。

## メディアでの使用
『Third Action』に収録された作品は、前述の通りアニメ『アイカツ！』で挿入歌として用いられた。うち「硝子ドール」は3DCGのキャラクターによるライブ・ステージ曲として用いられ、テレビアニメ1stシーズンの第19・20話で流れる。作中では登場キャラクター・藤堂ユリカにとっての初めての持ち曲として登場する。そのほか「Thrilling Dream」は『アイカツ！』に登場する映画『オシャレ怪盗☆スワロウテイル』のリメイク作のオーディションが行われる第21話などで使用される。
アーケードゲーム『アイカツ！』では「硝子ドール」のみライブオーディションの課題曲として選択可能で、プレイ中は洋館のステージでキャラクターが歌いながら踊る映像が流れる。ほか2曲はドラマオーディションの課題曲となっている。

## シングル収録曲
| #         | タイトル                          | 作詞         | 作曲・編曲 | 時間  |
| --------- | --------------------------------- | ------------ | ---------- | ----- |
| 1.        | 「真夜中のスカイハイ」            | uRy          | 田中秀和   | 4:04  |
| 2.        | 「Thrilling Dream」               | こだまさおり | 石濱翔     | 5:12  |
| 3.        | 「硝子ドール」                    | こだまさおり | 帆足圭吾   | 6:25  |
| 4.        | 「真夜中のスカイハイ」(OFF VOCAL) |              |            | 4:04  |
| 5.        | 「Thrilling Dream」(OFF VOCAL)    |              |            | 5:12  |
| 6.        | 「硝子ドール」(OFF VOCAL)         |              |            | 6:23  |
| 合計時間: | 合計時間:                         | 合計時間:    | 合計時間:  | 31:20 |